# Bhavania australis
Bhavania australis — вид коропоподібних риб родини баліторових (Balitoridae).

## Поширення
Ендемік Індії. Поширений у Західних Гатах (у штатах Карнатака, Тамілнад і Керала). Мешкає в бурхливих і прозорих водних потоках.

## Опис
Риба завдовжки до 9 см.